# The Carter Family (bande dessinée)
The Carter Family. Don't Forget This Song est une bande dessinée écrite par Frank M. Young et dessinée par David Lasky publiée aux États-Unis en 2012 par Abrams ComicArts. C'est une biographie du groupe de country formé en 1927 The Carter Family.

## Prix et récompenses
- 2013 : Prix Eisner du meilleur album inspiré de la réalité